# マルティン・イサクソン
マルティン・イサクソン（スウェーデン語: Martin Isaksson、1921年6月20日 - 2001年12月16日）は、オーランド諸島の政治家、オーランド諸島自治政府第4代首相。